# Union City (Michigan)
Union City è un villaggio degli Stati Uniti d'America, situato nello Stato del Michigan, diviso tra la contea di Branch e la contea di Calhoun.